# Marasmodes
Marasmodes é um género botânico pertencente à família Asteraceae. É composto por 6 espécies descritas e desta 4 são aceites.
O género foi descrito por Augustin Pyrame de Candolle e publicado em Prodromus Systematis Naturalis Regni Vegetabilis 6: 136. 1837[1838].
Trata-se de um género reconhecido pelo sistema de classificação filogenética Angiosperm Phylogeny Website.

## Espécies
As espécies aceites deste género são:
- Marasmodes dummeri Bolus ex Hutch.
- Marasmodes oligocephalus DC.
- Marasmodes polycephala DC.
- Marasmodes undulata Compton